# Le Sen
Le Sen (gaskonsko Lo Sen) je naselje in občina v francoskem departmaju Landes regije Akvitanije. Naselje je leta 2012 imelo 212 prebivalcev.

## Geografija
Kraj leži v pokrajini Gaskonji znotraj naravnega regijskega parka Landes de Gascogne ob reki Estrigon, 31 km severno od Mont-de-Marsana.

## Uprava
Občina Le Sen skupaj s sosednjimi občinami Bélis, Brocas, Canenx-et-Réaut, Cère, Garein, Labrit, Maillères in Vert sestavlja kanton Labrit s sedežem v Labritu. Kanton je sestavni del okrožja Mont-de-Marsan.

## Zanimivosti
- cerkev Karmeličanske Matere Božje;